# Religiositet och utbildningsnivå

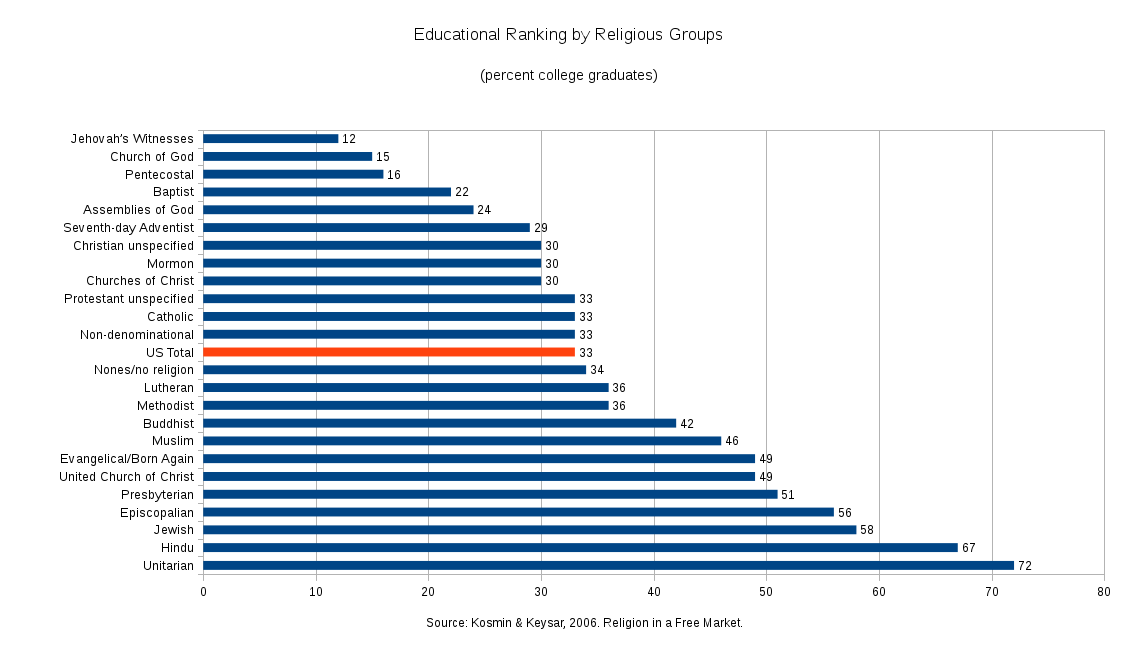
Skillnader i utbildningsnivå bland religiösa grupper i USA, 2001 ARIS data.

Statistiska samband mellan religiositet och utbildningsnivå har studerats sedan senare halvan av 1900-talet, och diskuteras bland annat inom religionssociologi och religionspsykologi. Syftet kan vara att förstå religioners både positiva och negativa betydelse för läskunnighet, demokratisering och välfärd, att förstå läskunnighetens betydelse för spridande av läseri och nya väckelserörelser, och att förstå hur välfärd och högre utbildning i sin tur bidrar till sekulariseringen i ett land.
Olika studier leder till kontrasterande slutsatser gällande om sambandet är positivt eller negativt, med anmärkningsvärda skillnader mellan generationer och länder, och beroende på om "religiositet" mäts som religionsutövande (som till exempel frekvensen av besök i religiösa byggnader) eller som religiös övertygelser (till exempel tro på mirakel eller gudomars existens). 

## Skillnad mellan generationer och mellan länder
Studier visar att det tidigare negativa sambandet mellan religiositet och utbildningsnivå har blivit positivt i senare generationer i Storbritannien och USA.
En undersökning från 2012 tyder på en positiv korrelation mellan religiositet och utbildningsnivå i afrikanska länder (det vill säga de som har en tro har i genomsnitt högre utbildningsnivå), och negativ korrelation mellan religiositet och utbildningsnivå i västvärlden (det vill säga att troende som grupp har lägre utbildningsnivå). Den visar dock att korrelationen mellan kyrkobesökande och utbildningsnivå är positiv i engelsktalande länder, ej påvisbar (inom felmarginalen) i protestantiska delen av Europa, och negativ i katolska Europa. År 2000 fann man en negativ korrelation mellan utbildning och religiositet i USA, men resultaten var osäkra vad gäller samhällsvetenskap. En Gallupundersökning år 2006 ger ytterligare stöd för tanken att tron på en gud minskar med utbildningsnivån.

## Skillnad beroende på hur religiositet mäts
En internationell studie från 1998 visar att i vissa västerländska nationer minskar intensiteten i övertygelser med utbildning, medan utbildningsnivån ökar med religionsutövandet. Exempelvis är majoriteten av universitetsprofessorer i USA, även vid "elituniversitet", religiösa, enligt en studie, och flera studier tyder på att religiösa har högre utbildning än icke-religiösa.
I en studie i USA från 1999 visade det sig att 90 % av befolkningen hade en klar tro på en personlig gud och på ett liv efter detta, medan bara 5 % av vetenskapsmännen med universitetsexamen (BS) gjorde det. En annan studie, från 1988, fann att drygt 5 % av matematikerna, knappt 10 % av biologerna och något över 15 % av fysikerna tror på Gud. I en undersökning 1988 gjord av Larson och Witham omfattande alla 517 medlemmarna av amerikanska vetenskapsakademin visade att 72,2 % saknade tro på en personlig gud och 20,8 % uttryckte tvivel eller agnosticism medan 7,0 % gav uttryck för en personlig tro. Detta var en uppföljningsstudie av deras tidigare undersökning 1996 som i sin tur var en uppföljning av en tidigare studie av James Leuba från 1916.